# Litocladius floripa
Litocladius floripa är en tvåvingeart som beskrevs av Mendes och Andersen 2008. Litocladius floripa ingår i släktet Litocladius och familjen fjädermyggor. Inga underarter finns listade i Catalogue of Life.